# 瑠璃明王
瑠璃明王（るりめいおう、ユリミョンワン、韓国語: 유리명왕, ラテン文字転写: Yuri-myeongwang）は、高句麗の第2代国王（在位：前19年 - 後18年）であり、姓は高、諱は類利（るいり、ユリ）、または解儒留。初代の東明聖王（朱蒙）の長子であり、『三国史記』百済本紀によれば、異母弟に沸流と百済の始祖となる温祚とがいる。『三国史記』高句麗本紀では琉璃王・琉璃明王、『三国遺事』王暦では瑠璃王、広開土王碑文では儒留王、『魏書』高句麗伝では閭達（ろたつ、リョダル）と表記される。

## 生涯

### 即位まで
父・朱蒙がまだ扶余にいる頃に礼氏との間にできた子である。朱蒙が扶余から卒本へ亡命していたため、扶余にいる類利は自分の父を知らなかった。幼少の頃、路上で雀を撃って遊んでいるときに、誤って水汲みにきた婦人の水甕を割ってしまった。婦人が罵って「この子は父がいないので、こんなにも頑ななのだろう」といったため、類利は恥じ入って家に帰り、母に「私の父は誰で、今どこにいるのですか」と尋ねた。母は「お前の父は普通の人ではありません。この国に容れられず、南に逃れて国を開き、王となりました。逃れる際に私に、『お前がもしも男の子を生んだら、私（朱蒙）があるものを七角形の石の上の松の下にしまってあるので、それを見つけ出せればその子こそがわが子である、と言いなさい』と言われました」と答えた。そこで類利はあちこちを探したが、ある朝家にいると柱の礎石の間に音がするのを聞き、それを頼りに見てみると礎石が七角形であったので、柱の下を探したところ、剣の欠片を得た。そこでその欠片を持って屋智・句鄒・都祖ら3人とともに卒本へ行き、父である東明聖王に差し出した。王の持っている剣の一部と合わせたところ、繋がって一剣になったので、王はこれに満足して類利を太子とした。王の死後、類利は王位を継いだ。ちなみに、この話の「瑠璃王の剣」は、東明聖王（朱蒙）の「ラッパと太鼓」、大武神王（無恤）の「鼎」と共に朝鮮神話の三種の神器になっている。

### 治世
前9年には扶芬奴の策を用いて鮮卑を討ち、属国とした。前6年、扶余の帯素王が国交を開き人質を交換することを求めてきたので、太子であった次男の都切を人質に出そうとしたが、都切は恐れて行かなかった。これに怒った帯素が5万の兵を率いて侵入してきたが、大雪の為に扶余兵は引き上げたという。この後も扶余とは対立し、後13年にも扶余に攻められることとなった。このときに三男の無恤（後の大武神王）が扶余を撃退したため、後14年1月に無恤を太子に取り立てて軍事・国政を委任した。同年8月、烏伊と摩離に命じて梁貊国を討滅させ、さらに兵を進めて漢の玄菟郡の高句麗県を奪取した。
この間、後3年10月には都を五女山城から国内城（現在の中華人民共和国吉林省集安市）に移して尉那巌城を築城したという。これには、東盟祭に使う豚がいなくなって国家総出でその豚を探し、尉那巌の地で家臣が見つけたこと、その家臣が尉那巌の地の素晴らしさと遷都を勧めたため、実際に瑠璃明王が視察して、遷都を決定したという説話が付されている。
18年7月に豆谷に行幸し、10月にその離宮（10年7月に造営）で死去した。豆谷の東原に埋葬され、瑠璃明王と諡された。

## 中国史書の記述
『漢書』巻99・王莽伝には高句麗侯騶（すう）という人物が登場する。
始建国4年（後12年）、新の王莽が匈奴征伐のため高句麗に援軍を要請した。騶はこれを拒み続けたが、王莽は脅迫して高句麗に援軍を出させた。いざ決戦となった時、高句麗兵は逃亡し法を犯した。王莽は高句麗兵の罪を騶の責任だとして追及し、騶は処刑され、高句麗は下句麗と改名させられた。高句麗侯騶と瑠璃明王の関係は不明である。年代的には瑠璃明王に相当するが、名からはむしろ始祖の東明聖王（別名の鄒牟）に通じるものとも考えられている。

## 黄鳥歌
瑠璃明王の3年（前17年）、王妃の松氏が亡くなり、新たに鶻川人の禾姫・漢人の雉姫をそれぞれ後妻に迎えた。二人は寵を争い仲良くしなかったため、王は二人を別々に住まわせた。あるとき王が箕山に田猟にいった時に二人は争い、禾姫が雉姫を罵って「お前は漢人の婢なのに、なんと無礼なことでしょう」と言ったので、雉姫は恥じ恨んで実家に帰ってしまった。王はこれを聞いて馬を走らせて雉姫を追ったが、雉姫は怒って還らなかった。あるとき王は黄鳥（コウライウグイス）の集い飛ぶのを見て、雉姫を偲び
という歌を詠んで嘆いた。これを黄鳥歌といい、亀旨歌・海歌詞とともに古代朝鮮のもっとも古い詩歌のひとつとして知られる。

## 登場作品
- 朱蒙 -チュモン- Prince of the Legend（2006年、演：アン・ヨンジュン）
- 風の国 -The Land of Wind-（2008年、演：チョン・ジニョン）
- 百済の王 クンチョゴワン（2010年、演：パク・チョンウ（朝鮮語版））